# Michael Dämgen
Michael Dämgen (* 6. April 1961 in Dickenschied) ist ein ehemaliger deutscher Fußballprofi und heutiger Fußballtrainer.

## Laufbahn
Dämgen spielte zunächst von 1980 bis 1983 in der Amateuroberliga Südwest für die Sportfreunde Eisbachtal. 1983 wechselte er in der 2. Fußball-Bundesliga zum SC Freiburg. Dort bestritt er in den folgenden zwei Jahren insgesamt 70 Spiele und zählte zum Stammpersonal. Für die Saison 1985/86 verpflichtete ihn der damals amtierende deutsche Pokalsieger Bayer Uerdingen unter Trainer Karl-Heinz Feldkamp. Dämgen schaffte sofort den Sprung in den Stammkader. In jener Saison kam er auch zu Einsätzen im internationalen Geschäft; Uerdingen hatte sich als Pokalsieger für den Europapokal der Pokalsieger qualifizieren können. Als Höhepunkt seiner Karriere zählte dabei das Spiel im Viertelfinale des Europacups gegen Dynamo Dresden, wobei die Uerdinger eine 0:2-Niederlage aus dem Hinspiel sowie einen Rückstand von 1:3 zur Halbzeit wettmachen konnten und das Spiel noch 7:3 gewannen und somit ins Halbfinale einzogen. Die Partie ging als das Wunder von der Grotenburg in die Fußballgeschichte ein.
Der Abwehrspieler blieb bis 1989 bei den Krefeldern. Zuletzt kam er kaum noch zum Einsatz und fristete ein Reservistendasein. Er ging in die 2. Bundesliga zu Alemannia Aachen, mit denen er in der Saison 1989/90 jedoch in die Oberliga Nordrhein abstieg.

## Trainer- und Managerkarriere
Von 2003 bis 2004 war Dämgen als Co-Trainer unter seinem ehemaligen Uerdinger Teamkollegen Rudi Bommer zunächst beim Wacker Burghausen, anschließend beim TSV 1860 München tätig. Es folgte die Position des sportlichen Leiters bei den Kickers Offenbach, die er über drei Jahre bis 2008 besetzte.
Am 4. Juni 2010 wurde Michael Dämgen als neuer Cheftrainer des Regionalligisten Wuppertaler SV vorgestellt, wo er bis Juni 2011 die Verantwortung hatte. Zur Saison 2011/12 wurde Dämgen als neuer Trainer des Regionalligisten TuS Koblenz vorgestellt. Am 11. September 2012 wurde er nach drei Auswärtsniederlagen in Folge bei der TuS freigestellt.
Dämgen ist verheiratet und lebt in Elgendorf, Montabaur im Westerwald.